# Zakaria Amzil
Zakaria Amzil est un footballeur marocain né le 26 février 1981 à Meknès. Il évolue au poste de défenseur central.

## Biographie
Zakaria Amzil joue principalement en faveur de l'Olympique de Khouribga. Avec ce club, il dispute deux matchs en Ligue des champions de la CAF en 2008 face au club algérien Elhannaoui. Il inscrit un but lors du match aller qui se joue à Khouribga.

## Palmarès
- Champion du Maroc en 2007 avec l'Olympique de Khouribga
- Vainqueur de la Coupe du Trône en 2006 avec l'Olympique de Khouribga